# Norveška kruna
Norveška kruna, ISO 4217: NOK je službeno sredstvo plaćanja u Norveškoj. Označava se simbolom kr, a dijeli se na 100 ørea.

U optjecaju su kovanice od 50 øre, te 1, 5, 10 i 20 kruna, i novčanice od 50, 100, 200, 500 i 1000 kruna.
Norveška kruna je 2010. bila trinaesta najtrgovanija valuta na svijetu, a 2007. deseta.
Tijekom tekuće gospodarske krize (2007. — 2010.) se pokazala jednom od najstabilnijih valuta na svijetu.
| Yahoo! Finance: | AUD CAD CHF EUR GBP HKD JPY USD |
| XE.com:         | AUD CAD CHF EUR GBP HKD JPY USD |